# Ourasphaira giraldae
Ourasphaira giraldae疑似為一種史前真菌，其化石出土於加拿大西北領地的河口頁岩層中，年代為距今9億-10億年前的中元古代至新元古代。2019年2月，比利時列日大學的研究團隊首次於期刊《Precambrian Research》中發表本屬與本種，當時僅推測本種為多細胞的真核微生物。同年5月，研究團隊又於著名科學期刊《自然》發表論文，主張本種屬於真菌。
Ourasphaira giraldae的化石為一多細胞且具隔板與分枝的絲狀結構，絲狀結構長10-35微米，最多有觀察到三級的分枝，分枝的位點皆有隔板分隔，其末端有球形結構，直徑約為33-80微米，可能是孢子；球形結構與絲狀結構以一個球根狀的構造相連，後者又以隔板與絲狀結構分隔。
此化石對酸有抗性，傅里葉轉換紅外光譜分析顯示此化石有與幾丁質和殼聚糖（真菌細胞壁的成分）類似的吸收光譜，加上化石形態與許多現生真菌類似，使研究人員認為其為已知最早的真菌，且其出土地層年代為距今9億-10億年前，也與過去透過分子鐘判定的真菌起源年代（7.4-10.6億年前）接近。此前已知最早且無爭議的真菌化石出土的地層年代則約為4億年前，較O. giraldae出土的地層年代晚約5億年。

## 辭源
本種的學名源自拉丁文，屬名「Ourasphaira」來自古希臘文的（意指尾巴）與（意指圓球），種小名「giraldae」則是紀念於2018年退休、致力於為列日大學收集孢粉學研究材料的M. Giraldo。